# Royal Antwerp FC
Royal Antwerp Football Club (oficjalny skrót RAFC) – belgijski klub piłkarski z siedzibą w Antwerpii, założony w 1880 roku, jako Antwerp Athletic Club i uznawany za najstarszą obecnie istniejącą organizację sportową w Belgii.

## Historia
W 1880 grupa mieszkańców Antwerpii utworzyła wielosekcyjny klub sportowy (towarzystwo sportowe) o nazwie Antwerp Athletic Club (AAC), w ramach którego na przestrzeni lat uprawiano: rugby, krykiet, tenis i futbol. W 1887 doszło do wydzielenia sekcji piłkarskiej z AAC i powołania do życia klubu typowo futbolowego – Antwerp Football Club (AFC), z własnymi władzami oraz administracją (w 1889 po raz pierwszy obsadzono stanowisko prezesa). W maju 1892 autonomię uzyskały również sekcja krykietowa i tenisowa, które w 1893 otrzymały wraz z klubem piłkarskim własne tereny sportowe. AFC był jednym z pięciu klubów, które 11 sierpnia 1895 założyły w Brukseli l’Union Belge des Sociétés de Sports Athlétiques (obecnie Belgijski Związek Piłki Nożnej – KBVB), a 1 września 1895 został zapisany w rejestrze Unii Belgijskiej, jako Antwerp Football Club. W 1895 (tj. sezonie 1895/1896) drużyna przystąpiła do pierwszych w historii zorganizowanych rozgrywek o piłkarskie mistrzostwo kraju (pod nazwą Coupe des Equipes Premières), na zakończenie których – w stawce 7 zespołów – okazała się wicemistrzem (za RFC Liège). W maju 1900 w wyniku konfliktu wewnątrzklubowego większość piłkarzy opuściła ekipę, by przyłączyć się do nowo powstałego K. Beerschot VAC. 26 stycznia 1920 klub otrzymał tytuł królewskiego towarzystwa sportowego, a 18 lutego 1920 przyjął nową oficjalną nazwę – Royal Antwerp Football Club (RAFC), która używana jest do dzisiaj. W 1923 oddano do użytku Bosuilstadion, obiekt na którym klub rozgrywa wszystkie swe oficjalne spotkania w roli gospodarza do dziś. W grudniu 1926 RAFC został uznany za najstarsze belgijskie towarzystwo sportowe, dzięki czemu otrzymał numer 1 w rejestrze klubów tego kraju. W sezonie 1928/1929 Royal Antwerp FC okazał się najlepszy w ekstraklasie, wywalczając tym samym swój pierwszy tytuł mistrza Belgii. Po ostatniej kolejce drużyna miała co prawda tyle samo punktów, co K. Beerschot VAC, jednak w barażowym spotkaniu o mistrzostwo – rozegranym 6 czerwca 1929 – RAFC zwyciężył największego lokalnego rywala 2:0. 31 października 1957 RAFC zadebiutował w europejskich pucharach, przegranym 1:2 u siebie meczem z Realem Madryt w 1/8 finału Pucharu Europy Mistrzów Krajowych sezonu 1957/1958 (w rewanżu Hiszpanie zwyciężyli 6:0). Royal Antwerp FC jest do tej pory ostatnim belgijskim klubem piłkarskim, który wystąpił w finale europejskiego pucharu. 12 maja 1993 na Wembley uległ on 1:3 (1:2) AC Parma w decydującym pojedynku Pucharu Zdobywców Pucharów sezonu 1992/1993. W 1998 Royal Antwerp podpisało umowę o współpracy z Manchesterem United, na mocy której młodzi zawodnicy angielskiego klubu mogą być bezpłatnie wypożyczani do drużyny belgijskiej i ogrywać się na szczeblu seniorskim.

## Sukcesy
- Mistrzostwo Belgii:
  - 1 miejsce (5): 1928/29, 1930/31, 1943/44, 1956/57, 2022/23
  - 2 miejsce (11): 1895/96, 1924/25, 1929/30, 1931/32, 1932/33, 1945/46, 1955/56, 1957/58, 1962/63, 1973/74, 1974/75
- Eerste klasse B:
  - 1 miejsce (1): 1999/2000
- Puchar Belgii:
  - Triumfator (4): 1954/55, 1991/92, 2019/20, 2022/23
  - Finalista (2): 1974/75, 2023/24
- Superpuchar Belgii:
  - Triumfator (1): 2023
  - Finalista (1): 1992
- Puchar Zdobywców Pucharów:
  - Finalista (1): 1992/93

## Piłkarze

### Obecny skład
Stan na 21 sierpnia 2023
| Nr | Poz. | Piłkarz                                       |
| -- | ---- | --------------------------------------------- |
| 1  | BR   | Jean Butez                                    |
| 2  | OB   | Ritchie De Laet                               |
| 3  | OB   | Björn Engels                                  |
| 7  | PO   | Gyrano Kerk (wypożyczony z Lokomotiwu Moskwa) |
| 8  | PO   | Alhassan Yusuf                                |
| 9  | NA   | George Ilenikhena                             |
| 10 | NA   | Michel-Ange Balikwisha                        |
| 11 | NA   | Arbnor Muja                                   |
| 17 | NA   | Jacob Ondrejka                                |
| 18 | NA   | Vincent Janssen                               |
| 19 | NA   | Chidera Ejuke                                 |
| 21 | OB   | Sam Vines                                     |

| Nr | Poz. | Piłkarz                                |
| -- | ---- | -------------------------------------- |
| 23 | OB   | Toby Alderweireld (kapitan)            |
| 24 | PO   | Jurgen Ekkelenkamp                     |
| 26 | BR   | Ortwin De Wolf                         |
| 32 | PO   | Christopher Scott                      |
| 33 | OB   | Zeno Van Den Bosch                     |
| 34 | OB   | Jelle Bataille                         |
| 44 | OB   | Soumaïla Coulibaly (wypożyczony z BVB) |
| 48 | PO   | Arthur Vermeeren                       |
| 55 | NA   | Anthony Valencia                       |
| 87 | BR   | Davino Verhulst                        |
| 91 | BR   | Senne Lammens                          |